# Le Magicien d'Oz (film, 1982)
Pour les articles homonymes, voir Le Magicien d'Oz.
 (juillet 2011).
Si vous disposez d'ouvrages ou d'articles de référence ou si vous connaissez des sites web de qualité traitant du thème abordé ici, merci de compléter l'article en donnant les références utiles à sa vérifiabilité et en les liant à la section « Notes et références ».

Le Magicien d'Oz (オズの魔法使い, Ozu no mahōtsukai) est un film d'animation japonais datant de 1982. Il a été réalisé par Fumihiko Takayama, d'après un scénario de Yoshimitsu Banno et Akira Miyazaki, lequel est lui-même basé sur un roman de L. Frank Baum.
Bien que le film ait été réalisé pour une distribution en salles, il est sorti directement en vidéo et à la télévision au Japon.

## Voix (distribution)
Ce film est sorti pour la première fois en français sur VHS en 1985 et a ensuite été diffusé par Télé-Métropole le 25 décembre 1986. Voici les voix françaises et japonaises. En anglais, c'est Aileen Quinn qui est la voix de Dorothy (Dorothée Gale).
| Personnages                      | Voix japonaise     | Doublage français |
| -------------------------------- | ------------------ | ----------------- |
| Dorothée Gale                    | Mari Okamoto       | Céline Monsarrat, |
| L'épouvantail                    | Kotobuki Hizuru    | Maurice Sarfati   |
| Le bûcheron en fer-blanc         | Jōji Yanami        | Jacques Ferrière  |
| Le lion poltron                  | Masashi Amenomori  | Henry Djanik      |
| Oncle Henry                      | Naoki Tatsuta      | Georges Aubert    |
| Tante Em                         | Taeko Nakanishi    | Jane Val          |
| Bonne sorcière du Nord           | Miyoko Asō         | Françoise Fleury  |
| Méchante sorcière de l'Ouest     | Kaori Kishi        | Claude Chantal    |
| Oz le Grand                      | Kazuo Kumakura     | Jacques Berthier  |
| Glinda, la bonne sorcière du Sud | Kumiko Takizawa    | Claude Chantal    |
| Toto le chien                    | Shohei Matsubara   | ?                 |
| Soldat                           | Motomu Kiyokawa    | Albert Augier     |
| Serviteur                        | Taeko Nakanishi    | Claude Chantal    |
| Nikko, chef des singes ailés     | Toshiyuki Yamamoto | Albert Augier     |